# Sogiyan
Sogiyan is een bestuurslaag in het regentschap Sampang van de provincie Oost-Java, Indonesië. Sogiyan telt 3376 inwoners (volkstelling 2010).